# Bréchamps
Bréchamps é uma comuna francesa na região administrativa do Centro, no departamento Eure-et-Loir. Estende-se por uma área de 5,4 km². Em 2010 a comuna tinha 358 habitantes (densidade: 66,3 hab./km²).